# Loggia Pinto
Loggia Pinto (malt. It-Tribuna ta' Pinto lub Il-Loġġa ta' Pinto, ang. Pinto's Loggia lub Pinto's Lodge) – jest to loggia w Qormi na Malcie. Zbudowana została w roku 1772, aby upamiętnić 31. rok rządów Manuela Pinto, i jest teraz znakiem szczególnym i symbolem Qormi.

## Historia
Pinto's Loggia zbudowana została w roku 1772, upamiętniając 31. rok rządów Manuela Pinto jako Wielkiego Mistrza Zakonu św. Jana. 25 maja 1743 roku Qormi zostało obdarowane statusem miasta, otrzymało miano Città Pinto; wciąż nosi herb Pinto, jako swój symbol.
Zadaszona budowla podparta jest na czterech kolumnach, jest ozdobiona herbem Pinto oraz łacińską inskrypcją. Jak mówi tradycja, Pinto miał zwyczaj siadywania w loggii, aby się ochłodzić, kiedy oglądał wyścigi konne, lecz jej prawdziwe przeznaczenie nie jest jasne.

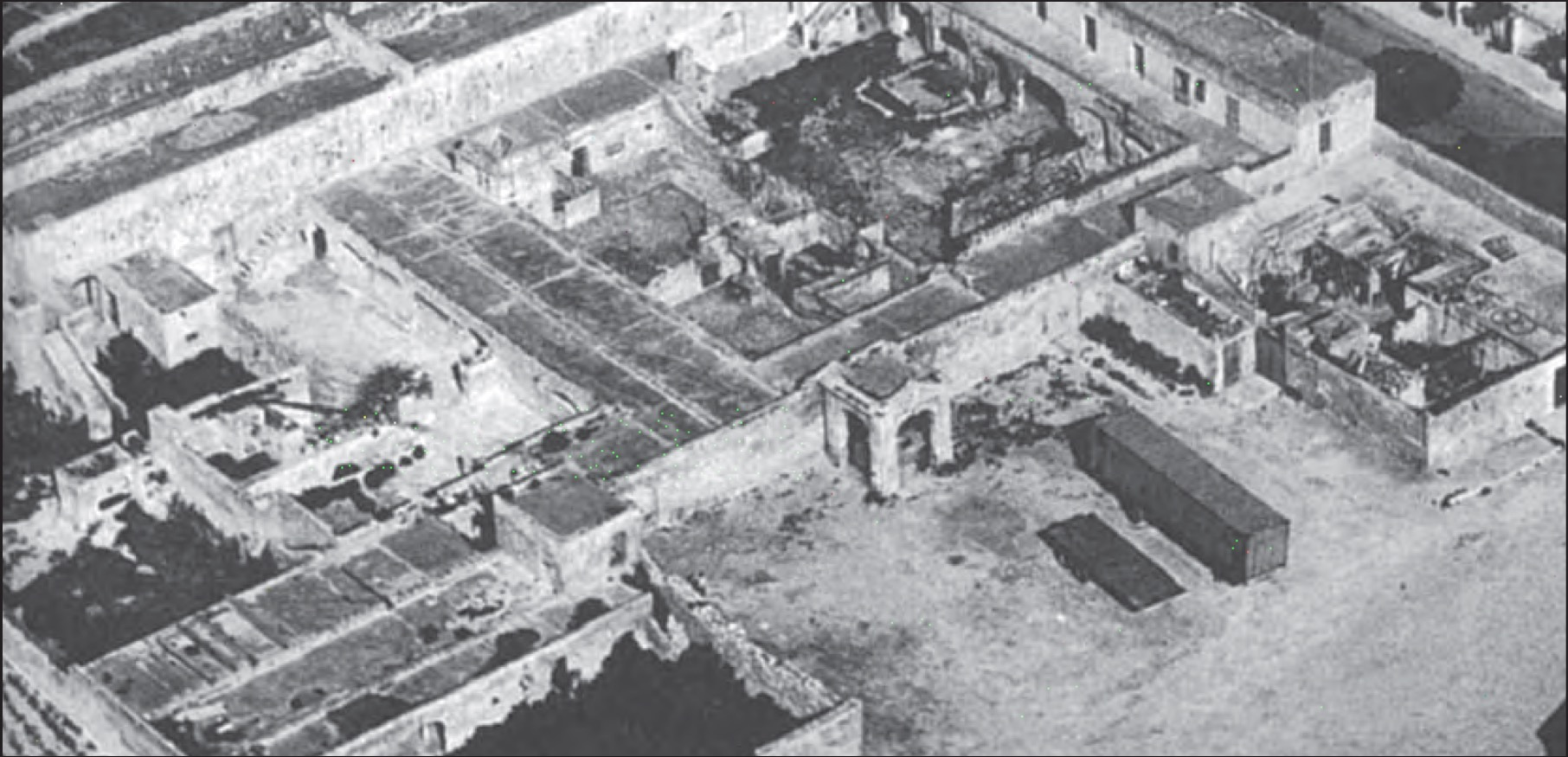
Kompleks budynków gospodarczych, używanych jako stajnie

Loggia była oryginalnie częścią olbrzymiego kompleksu rolniczego, w skład którego wchodziły stajnie dla koni rycerzy Zakonu. W roku 1981 zabudowania zostały zburzone, robiąc miejsce nowoczesnym budynkom. Parafialny kościół św. Sebastiana został później zbudowany w pobliżu loggii.
Loggia została odrestaurowana w roku 1987, i powtórnie w 2002. W każdy sobotni poranek na ulicy i placu przylegających do loggi odbywa się targ, służy ona również jako tło dla corocznego Ħal Qormi Day (Dnia Qormi).